# Coupe du Malawi de football
La Coupe du Malawi de football est une compétition de football à élimination directe créée en 2005 opposant des clubs malawites. Le vainqueur est théoriquement qualifié pour la Coupe de la confédération, si la fédération choisit d'y engager une équipe.

## Palmarès
| Année | Vainqueur          | Résultat      | Finaliste                      |
| ----- | ------------------ | ------------- | ------------------------------ |
| 2005  | MTL Wanderers      | 1-1 (tab 5-4) | ADMARC Tigers                  |
| 2006  | Non disputée       | Non disputée  | Non disputée                   |
| 2007  | Silver Strikers    | 1-0           | Super ESCOM                    |
| 2008  | Moyale Barracks FC | 1-1 (tab 5-4) | FC Bullets                     |
| 2009  | ADMARC Tigers      | 0-0 (tab 7-6) | CIVO United                    |
| 2010  | Moyale Barracks FC | - (tab)       | CIVO United                    |
| 2011  | Blue Eagles FC     | 2-1           | Moyale Barracks FC             |
| 2012  | MTL Wanderers      | 2-0           | Silver Strikers                |
| 2013  | MTL Wanderers      | 1-0           | Silver Strikers                |
| 2014  | Silver Strikers    | 1-0           | ADMARC Tigers                  |
| 2015  | CIVO United        | 1-0           | MTL Wanderers                  |
| 2016  | MTL Wanderers      | 0-0 (pen 4-3) | Kamuzu Barracks                |
| 2017  | Kamuzu Barracks    | 1-0           | Moyale Barracks FC             |
| 2018  | MTL Wanderers      | 3-2           | Silver Strikers                |
| 2019  | Blue Eagles FC     | 1-1 (4-2 ap)  | Kamuzu Barracks                |
| 2020  | Non disputée       | Non disputée  | Non disputée                   |
| 2021  | Silver Strikers    | 2-0           | Ekwendeni Hammers              |
| 2022  | Big Bullets FC     | 3-1           | Nyasa Big Bullets Reserve      |
| 2023  | Big Bullets FC     | 3-0           | Malawi Armed Forces College FC |
| 2024  | Blue Eagles FC     | 0-0 (pen 3-2) | Big Bullets FC                 |